# Літургійна поезія
Літургі́йна пое́зія ( літургійні гімни) — співана лірика, розрахована на ритуальне вживання в межах християнської громади під час богослужінь.

## Історія
Засновником Західної гімнографії вважається святий Іларій Піктавійський († 366), єпископ Пуатьє, лідер галльських єпископів в період боротьби з аріанством. Він розробив латинську тринітарну термінологію, намагався ввести в церковний ужиток відповідні літургійні гімни. Але зробити це йому не вдалося, тому що вони були дуже складні і навіть витончені, а його галльська паства була ще на дуже примітивному рівні.
Послідовником Іларія Піктавійського був святий Амвросій Медіоланський († 397), обраний в 374 році на Міланську кафедру після того, як нею майже 20 років володів аріанський єпископ Оксентій. Він провів широку літургійну реформу, запозичує з Антіохії духовну музикув основі якої лежали 4 лада: дорійський, фригійський, лідійський і давньогрецький. Він становить перший антифонарій і вводить антифонний спів псалмів. Добре розуміючи, що сухі повчання лат. violentiora praecepta (Примусові настанови) ненадовго затримаються в простих умах, він складає дохідливі гімни.

Учень Амвросія Медіоланського, папа Целестин I, відкриваючи Римський собор 430 року проти єресі Несторія, згадував різдвяний гімн Амвросія (лат. Veni redemptor gentium):
|  | Я пам'ятаю як в день Різдва Господа нашого Ісуса Христа блаженної пам'яті Амвросій вчив народ співати в унісон: «Прийди, Спаситель роду людського, яви Діву народжує, і все повіки тому здивуються: бо це народження личить тільки Богу». |

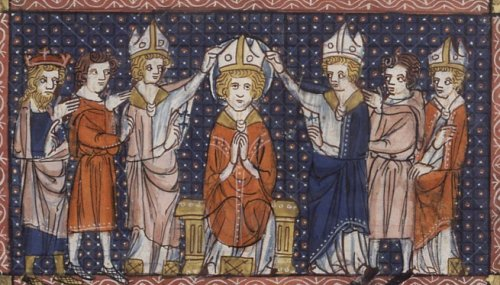
Хіротонія Іларія Піктавійського
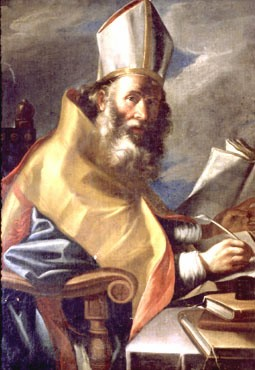
Святий Амвросій Медіоланський
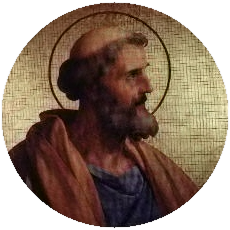
Папа Целестін I

## Літургійні гімни
Відмінність літургійної поезії від християнської і від поезії взагалі в тому, що вона розрахована на ритуальне вживання в межах християнської громади під час богослужінь. Спів гімну провадиться за допомогою музичного супроводу.
Літургійна поезія підпорядкована жорстким канонічним нормативам біблійної словесності — гностичні гімни Бардесана, написані у ІІ–ІІІ столітті, согіати Єфрема Сирина, створені в IV столітті, канони Андрія Критського, Йоана Дамаскіна, представників сиропалестинської школи VII–VIII століття. Близько IX століття літургійна поезія (під впливом арабської лірики, добре знаної у середовищі вагантів та трубадурів поступово ушляхетнюється, але пізніше, у XVI столітті католицька церква від більшості творів такого ґатунку відмовилась..
Відомі гімни Амавросія Медіоланського:
- лат. Orabo mente Dominum;
- лат. Jlluminans Altessimus;
- лат. Aeternum rerum conditor (ранковий гімн):

| Боже, Творець всього сущого від століття. Ти керуєш вдень і вночі ... Ти посилаєш нам світло... Світлоносна зоря, пробуджуєся криком півня, проганяє небесну імлу, і все кодло злих духів перестає кувати лихо... При співі його навіть камінь, на якому заснована Церква, оплакує свій гріх. Повстаньмо ж повні сил!.. О Ісусе, поглянь на нас, якщо ми сумніваємося, і зміцни нас своїм поглядом!.. Будь світлом, сяючим нашому оку, розжени сон нашої душі, так прославить наші уста ім'я Твоє і нехай піднесеться до Тебе наша пісня! |
- лат. Deus creator omnium (вечірній гімн):

| О Боже, Творець усіляких ... По завершенні дня, з настанням ночі, цієї піснею ми дякуємо Тобі і благаємо, щоб Ти допоміг нам, грішним ... І коли нічна імла, згущуючись, погасить всякий світло, та не пізнає темряви наша віра і так освітить цю ніч. Не допусти, Господи, щоб заснула душа, нехай спить тільки гріх... А серце наше, вільне від нечистих помислів, нехай марить про Тебе. Помолимося Христу й Отцеві, і Духу Отця і Сина в Трійці, Боже єдиний і всемогутній, обігрій і захисти нас, тих, хто молиться Тобі! [4] |
Гімн, присвячений мучениці Агнесі вважається поетичним шедевром Амвросія. З ним перегукується гімн цнотливості. Перу Амвросія належить 21 дистих.

## Літургійні гімни в Україні
Києво-руські переклади  гімнів відтворювали стиль, ритміку, інтонацію літургійної поезії грецького зразка, а не ізосилабізм (на відміну від давньослов'янських перекладів). В XI–XII столітті з'являлися твори цього жанру Григорія Печерського. 
Особливого розквіту літургійна поезія набула в Україні в період бароко. Інтерпретація літургійної поезії наявна у творчості Григорія Сковороди, Тараса Шевченка, Івана Франка, Лесі Українки, Павла Тичини, Б. Кравціва та інших.

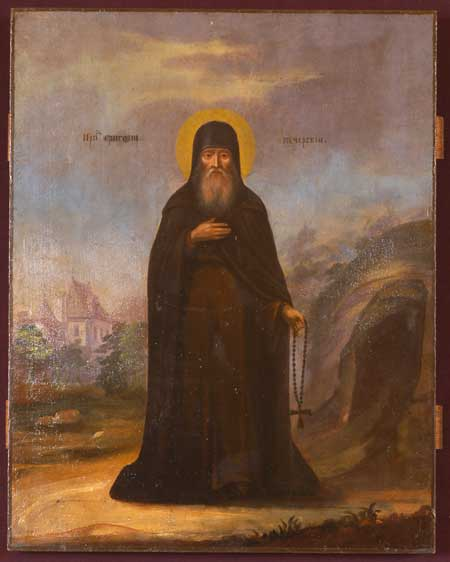
Святий ригорій Чудотворець Печерський
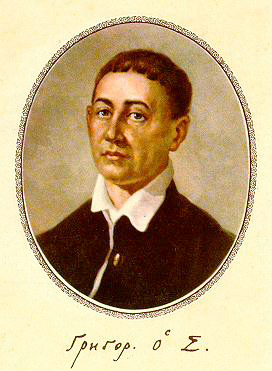
Григорій Сковорода